# Dallington
Dallington is een civil parish in het bestuurlijke gebied Rother, in het Engelse graafschap East Sussex met 292 inwoners.